# NGC 1506
NGC 1506 في الفهرس العام الجديد، هي مجرة، تقع في كوكبة أبو سيف (كوكبة). اكتشفت في 23 ديسمبر 1837 بواسطة جون هيرشل.

## روابط خارجية
- NGC 1506 على موقع ويكي سكاي: DSS2, SDSS, GALEX, IRAS, Hydrogen α, X-Ray, Astrophoto, Sky Map, Articles and images